# Lazaros Lambru
Lazaros Lambru (nowogr. Λάζαρος Λάμπρου; ur. 19 grudnia 1997 w Katerini) – grecki piłkarz grający na pozycji pomocnika w klubie Wolos NPS.

## Kariera juniorska
Lambru grał jako junior w AE Pontion Katerini (2003–2011) oraz Panathinaikosie AO (2011–2014).

## Kariera seniorska

### Panathinaikos AO
Lambru podpisał kontrakt z seniorską drużyną Panathinaikosu AO w 2014. Debiut dla nich zaliczył 28 października 2015 w wygranym 3:0 spotkaniu Pucharu Grecji przeciwko APO Lewadiakos. W barwach tego zespołu wystąpił jeszcze tylko raz – 3 grudnia 2015 w meczu tych samych rozgrywek z Panachaiki GE (wyg. 1:2).

### PAE Iraklis 1908
Lambru przeszedł do PAE Iraklisu 1908 5 września 2016. Zadebiutował dla nich 12 września 2016 w meczu z AE Larisa (2:2), zdobywając wtedy też swojego pierwszego gola. Ostatecznie w barwach tego klubu wystąpił on 13 razy zdobywając jedną bramkę.

### PAOK FC
Lambru przeniósł się do PAOK FC 4 stycznia 2017. Zadebiutował u nich 23 grudnia 2019 w meczu z PAE Atromitosem (wyg. 5:1). Pierwszą bramkę zdobył 15 stycznia 2020 w wygranym 3:0 spotkaniu Pucharu Grecji przeciwko OFI 1925. Łącznie dla PAOK FC Lamprou rozegrał 27 meczów strzelając 3 gole.

### Panionios GSS
Lambru został wypożyczony do Panioniosu GSS 31 stycznia 2017. Debiut dla nich zaliczył 5 lutego 2017 w wygranym 2:0 spotkaniu przeciwko AO Ksanti. Pierwszego gola strzelił 20 lipca 2017 w meczu kwalifikacji do Ligi Europy z ND Gorica (wyg. 2:3), notując wtedy też asystę. Ostatecznie w barwach tego zespołu wystąpił on 45 razy zdobywając 8 bramek.

### Fortuna Sittard
Lambru trafił na wypożyczenie do Fortuny Sittard 31 sierpnia 2018. Zadebiutował u nich 16 września 2018 w meczu z NAC Breda (wyg. 2:3). Pierwszą bramkę zdobył 21 października 2018 w wygranym 3:1 spotkaniu przeciwko De Graafschap, notując wtedy dublet. Łącznie dla tego klubu Lamprou rozegrał 27 meczów strzelając 8 goli.

### FC Twente
Lambru wypożyczono do FC Twente 1 lipca 2020. Debiut dla nich zaliczył 12 września 2020 w wygranym 2:0 spotkaniu przeciwko swojej byłej drużynie – Fortunie Sittard. Ostatecznie w barwach tego klubu wystąpił on 8 razy nie zdobywając żadnej bramki.

### OFI 1925
Lambru został wypożyczony do OFI 1925 31 sierpnia 2021. Zadebiutował u nich 13 września 2021 w meczu z Arisem FC (0:0). Pierwszą bramkę zdobył 28 listopada 2021 w wygranym 2:1 meczu przeciwko AO Ionikos. Łącznie dla tego klubu rozegrał 31 meczów strzelając 5 goli.

### Excelsior Rotterdam
Lambru trafił do Excelsioru Rotterdam 31 sierpnia 2022 za 450 tys. €. Debiut dla nich zaliczył 4 września 2021 w przegranym 5:2 spotkaniu przeciwko RKC Waalwijk. Premierowego gola strzelił 8 października 2021 w meczu z NEC Nijmegen (1:1). Ostatecznie w barwach tego zespołu wystąpił on 65 razy zdobywając 14 bramek.

### Raków Częstochowa
Lambru przeszedł do Rakowa Częstochowa 9 lipca 2024. Zadebiutował dla nich 29 lipca 2024 w meczu z Cracovią (przeg. 0:1). Ostatecznie w ich barwach wystąpił 8 razy, nie zdobył żadnej bramki.

### Wolos NPS
Lambru trafił na półroczne wypożyczenie do Wolos NPS 28 grudnia 2024. Zadebiutował u nich 5 stycznia 2025 w meczu z AEK Ateny (przeg. 2:4). Pierwszą bramkę zdobył 22 lutego 2025 w przegranym 1:2 spotkaniu przeciwko APO Lewadiakos. 17 czerwca 2025 klub poinformował o wykupieniu zawodnika na stałe.

## Kariera reprezentacyjna

### Grecja U-16
Lambru dwukrotnie wystąpił w reprezentacji Grecji U-16. Były to spotkania rozgrywane 21 i 23 stycznia 2014 przeciwko Ukrainie (0:0) i Turcji (przeg. 1:0).

### Grecja U-17
Lambru zadebiutował w kadrze Grecji U-17 1 października 2013 w meczu z Estonią. Pierwszą bramkę zdobył 12 lutego 2014 w wygranym 2:0 spotkaniu przeciwko Ukrainie, notując wtedy też asystę. Łącznie dla tej kadry rozegrał 12 meczów strzelając jednego gola.

### Grecja U-18
Lambru zaliczył debiut w reprezentacji Grecji U-18 3 stycznia 2014 w przegranym 2:1 spotkaniu przeciwko Słowenii. Rozegrał jeszcze w niej dwa mecze – 7 stycznia 2015 z Rosją (gol, wyg. 2:0) i z Mołdawią (wyg. 0:1).

### Grecja U-19
Lambru rozegrał pierwszy mecz w kadrze Grecji U-19 5 września 2015. Było to starcie z Cyprem, zremisowane 1:1. Pierwszego gola strzelił dwa dni później w meczu z tym samym rywalem, a Grecy wygrali tamto spotkanie 1:3. Ostatecznie w barwach tej kadry Lamprou wystąpił 12 razy zdobywając 3 bramki.

### Grecja U-21
Lambru zadebiutował w reprezentacji Grecji U-21 22 marca 2017 w wygranym 2:1 spotkaniu przeciwko Węgrom, w którym zdobył także swoją pierwszą bramkę i zanotował asystę. Łącznie dla tej reprezentacji rozegrał 12 meczów strzelając jednego gola.

## Statystyki

### Klubowe
(aktualne na dzień 19 czerwca 2025)
| Klub                | Sezon              | Liga               | Liga  | Liga   | Puchar kraju | Puchar kraju | Europa | Europa | Suma  | Suma   |
| Klub                | Sezon              | Liga               | Mecze | Bramki | Mecze        | Bramki       | Mecze  | Bramki | Mecze | Bramki |
| ------------------- | ------------------ | ------------------ | ----- | ------ | ------------ | ------------ | ------ | ------ | ----- | ------ |
| Panathinaikos AO    | 2014/15            | Superleague Ellada | 0     | 0      | 0            | 0            | 0      | 0      | 0     | 0      |
| Panathinaikos AO    | 2015/16            | Superleague Ellada | 0     | 0      | 2            | 0            | 0      | 0      | 2     | 0      |
| Panathinaikos AO    | Ogólnie            | Ogólnie            | 0     | 0      | 2            | 0            | 0      | 0      | 2     | 0      |
| PAE Iraklis 1908    | 2016/17            | Superleague Ellada | 10    | 1      | 3            | 0            | –      | –      | 13    | 1      |
| PAE Iraklis 1908    | Ogólnie            | Ogólnie            | 10    | 1      | 3            | 0            | 0      | 0      | 13    | 1      |
| PAOK FC             | 2019/20            | Superleague Ellada | 10    | 2      | 5            | 1            | –      | –      | 15    | 3      |
| PAOK FC             | 2020/21            | Superleague Ellada | 9     | 0      | 3            | 0            | –      | –      | 12    | 0      |
| PAOK FC             | Ogólnie            | Ogólnie            | 19    | 2      | 8            | 1            | 0      | 0      | 27    | 3      |
| Panionios GSS       | 2016/17            | Superleague Ellada | 14    | 0      | 0            | 0            | –      | –      | 14    | 0      |
| Panionios GSS       | 2017/18            | Superleague Ellada | 22    | 5      | 5            | 2            | 4      | 1      | 31    | 8      |
| Panionios GSS       | Ogólnie            | Ogólnie            | 36    | 5      | 5            | 2            | 4      | 1      | 45    | 8      |
| Fortuna Sittard     | 2018/19            | Eredivisie         | 24    | 7      | 3            | 1            | –      | –      | 27    | 8      |
| Fortuna Sittard     | Ogólnie            | Ogólnie            | 24    | 7      | 3            | 1            | 0      | 0      | 27    | 8      |
| FC Twente           | 2020/21            | Eredivisie         | 7     | 0      | 1            | 0            | –      | –      | 8     | 0      |
| FC Twente           | Ogólnie            | Ogólnie            | 7     | 0      | 1            | 0            | 0      | 0      | 8     | 0      |
| OFI 1925            | 2021/22            | Superleague Ellada | 29    | 5      | 2            | 0            | –      | –      | 31    | 5      |
| OFI 1925            | Ogólnie            | Ogólnie            | 29    | 5      | 2            | 0            | 0      | 0      | 31    | 5      |
| Excelsior Rotterdam | 2022/23            | Eredivisie         | 28    | 4      | 2            | 2            | –      | –      | 30    | 6      |
| Excelsior Rotterdam | 2023/24            | Eredivisie         | 32    | 7      | 3            | 1            | –      | –      | 35    | 8      |
| Excelsior Rotterdam | Ogólnie            | Ogólnie            | 60    | 11     | 5            | 3            | 0      | 0      | 65    | 14     |
| Raków Częstochowa   | 2024/25            | Ekstraklasa        | 8     | 0      | 0            | 0            | –      | –      | 8     | 0      |
| Raków Częstochowa   | Ogólnie            | Ogólnie            | 8     | 0      | 0            | 0            | 0      | 0      | 8     | 0      |
| Wolos NPS           | 2024/25            | Superleague Ellada | 19    | 4      | 0            | 0            | –      | –      | 19    | 4      |
| Wolos NPS           | 2025/26            | Superleague Ellada | 0     | 0      | 0            | 0            | –      | –      | 0     | 0      |
| Wolos NPS           | Ogólnie            | Ogólnie            | 19    | 4      | 0            | 0            | 0      | 0      | 19    | 4      |
| Ogólnie w karierze  | Ogólnie w karierze | Ogólnie w karierze | 212   | 35     | 29           | 4            | 4      | 1      | 245   | 40     |

### Reprezentacyjne
(aktualne na dzień 19 czerwca 2025)
| Reprezentacja      | Rok                | Mecze | Bramki |
| ------------------ | ------------------ | ----- | ------ |
| Grecja U-16        | 2014               | 2     | 0      |
| Ogólnie            | Ogólnie            | 2     | 0      |
| Grecja U-17        | 2013               | 3     | 0      |
| Grecja U-17        | 2014               | 4     | 1      |
| Ogólnie            | Ogólnie            | 7     | 1      |
| Grecja U-18        | 2015               | 3     | 1      |
| Ogólnie            | Ogólnie            | 3     | 1      |
| Grecja U-19        | 2015               | 7     | 2      |
| Grecja U-19        | 2016               | 5     | 1      |
| Ogólnie            | Ogólnie            | 12    | 3      |
| Grecja U-21        | 2017               | 8     | 1      |
| Grecja U-21        | 2018               | 4     | 0      |
| Ogólnie            | Ogólnie            | 12    | 1      |
| Ogólnie w karierze | Ogólnie w karierze | 36    | 6      |

| Mecze i gole w reprezentacji | Mecze i gole w reprezentacji | Mecze i gole w reprezentacji | Mecze i gole w reprezentacji | Mecze i gole w reprezentacji | Mecze i gole w reprezentacji | Mecze i gole w reprezentacji | Mecze i gole w reprezentacji                  |
| Grecja U-16                  | Grecja U-16                  | Grecja U-16                  | Grecja U-16                  | Grecja U-16                  | Grecja U-16                  | Grecja U-16                  | Grecja U-16                                   |
| Lp.                          | Data                         | Miejsce                      | Gospodarz                    | Gość                         | Wynik                        | Gol                          | Rozgrywki                                     |
| ---------------------------- | ---------------------------- | ---------------------------- | ---------------------------- | ---------------------------- | ---------------------------- | ---------------------------- | --------------------------------------------- |
| 1.                           | 21.01.2014                   |                              | Ukraina U-16                 | Grecja U-16                  | 0:0                          |                              | Mecz towarzyski                               |
| 2.                           | 23.01.2014                   |                              | Turcja U-16                  | Grecja U-16                  | 1:0                          |                              | Mecz towarzyski                               |
| Grecja U-17                  |                              |                              |                              |                              |                              |                              |                                               |
| Lp.                          | Data                         | Miejsce                      | Gospodarz                    | Gość                         | Wynik                        | Gol                          | Rozgrywki                                     |
| 1.                           | 01.10.2013                   | Belgrad                      | Grecja U-17                  | Estonia U-17                 | 3:1                          |                              | Mistrzostwa Europy U-17 2014 – eliminacje     |
| 2.                           | 03.10.2013                   | Belgrad                      | Grecja U-17                  | Andora U-17                  | 1:0                          |                              | Mistrzostwa Europy U-17 2014 – eliminacje     |
| 3.                           | 06.10.2013                   | Belgrad                      | Serbia U-17                  | Grecja U-17                  | 0:0                          |                              | Mistrzostwa Europy U-17 2014 – eliminacje     |
| 4.                           | 12.02.2014                   |                              | Grecja U-17                  | Ukraina U-17                 | 2:1                          | Gol                          | Mecz towarzyski                               |
| 5.                           | 25.03.2014                   | Patras                       | Grecja U-17                  | Polska U-17                  | 1:2                          |                              | Mistrzostwa Europy U-17 2014 – runda elitarna |
| 6.                           | 27.03.2014                   | Patras                       | Grecja U-17                  | Turcja U-17                  | 0:1                          |                              | Mistrzostwa Europy U-17 2014 – runda elitarna |
| 7.                           | 30.03.2014                   | Patras                       | Grecja U-17                  | Norwegia U-17                | 3:0                          |                              | Mistrzostwa Europy U-17 2014 – runda elitarna |
| Grecja U-18                  |                              |                              |                              |                              |                              |                              |                                               |
| Lp.                          | Data                         | Miejsce                      | Gospodarz                    | Gość                         | Wynik                        | Gol                          | Rozgrywki                                     |
| 1.                           | 03.01.2015                   | Petersburg                   | Słowacja U-18                | Grecja U-18                  | 2:1                          |                              | Mecz towarzyski                               |
| 2.                           | 07.01.2015                   | Petersburg                   | Grecja U-18                  | Rosja U-18                   | 2:0                          | Gol                          | Mecz towarzyski                               |
| 3.                           | 11.01.2015                   | Petersburg                   | Mołdawia U-18                | Grecja U-18                  | 0:1                          |                              | Mecz towarzyski                               |
| Grecja U-19                  |                              |                              |                              |                              |                              |                              |                                               |
| Lp.                          | Data                         | Miejsce                      | Gospodarz                    | Gość                         | Wynik                        | Gol                          | Rozgrywki                                     |
| 1.                           | 05.09.2015                   | Nikozja                      | Cypr U-19                    | Grecja U-19                  | 1:1                          |                              | Mecz towarzyski                               |
| 2.                           | 07.09.2015                   | Nikozja                      | Cypr U-19                    | Grecja U-19                  | 1:3                          | Gol                          | Mecz towarzyski                               |
| 3.                           | 08.10.2015                   | Patras                       | Grecja U-19                  | Rosja U-19                   | 2:1                          |                              | Mecz towarzyski                               |
| 4.                           | 10.10.2015                   | Patras                       | Grecja U-19                  | Rosja U-19                   | 1:1                          |                              | Mecz towarzyski                               |
| 5.                           | 10.11.2015                   | Santa Comba Dão              | Grecja U-19                  | Litwa U-19                   | 1:0                          | Gol                          | Mistrzostwa Europy U-19 2016 – eliminacje     |
| 6.                           | 12.11.2015                   | Mangualde                    | Grecja U-19                  | Mołdawia U-19                | 2:1                          |                              | Mistrzostwa Europy U-19 2016 – eliminacje     |
| 7.                           | 15.11.2015                   | Viseu                        | Portugalia U-19              | Grecja U-19                  | 4:0                          |                              | Mistrzostwa Europy U-19 2016 – eliminacje     |
| 8.                           | 02.02.2016                   | Epano Archanes               | Grecja U-19                  | Czechy U-19                  | 1:1                          |                              | Mecz towarzyski                               |
| 9.                           | 04.02.2016                   | Epano Archanes               | Grecja U-19                  | Czechy U-19                  | 0:1                          |                              | Mecz towarzyski                               |
| 10.                          | 24.03.2016                   | Lepe                         | Hiszpania U-19               | Grecja U-19                  | 2:0                          |                              | Mistrzostwa Europy U-19 2016 – runda elitarna |
| 11.                          | 26.03.2016                   | Lepe                         | Anglia U-19                  | Grecja U-19                  | 1:1                          | Gol                          | Mistrzostwa Europy U-19 2016 – runda elitarna |
| 12.                          | 29.03.2016                   | Cartaya                      | Gruzja U-19                  | Grecja U-19                  | 1:2                          |                              | Mistrzostwa Europy U-19 2016 – runda elitarna |
| Grecja U-21                  |                              |                              |                              |                              |                              |                              |                                               |
| Lp.                          | Data                         | Miejsce                      | Gospodarz                    | Gość                         | Wynik                        | Gol                          | Rozgrywki                                     |
| 1.                           | 22.03.2017                   | Saloniki                     | Grecja U-21                  | Węgry U-21                   | 2:1                          | Gol                          | Mecz towarzyski                               |
| 2.                           | 27.03.2017                   | Włocławek                    | Polska U-21                  | Grecja U-21                  | 2:1                          |                              | Mecz towarzyski                               |
| 3.                           | 09.06.2017                   | Nowy Sad                     | Serbia U-21                  | Grecja U-21                  | 3:1                          |                              | Mecz towarzyski                               |
| 4.                           | 12.06.2017                   | Sofia                        | Bułgaria U-21                | Grecja U-21                  | 0:1                          |                              | Mecz towarzyski                               |
| 5.                           | 01.09.2017                   | Borysów                      | Białoruś U-21                | Grecja U-21                  | 0:2                          |                              | Mistrzostwa Europy U-21 2019 – eliminacje     |
| 6.                           | 05.10.2017                   | Kiszyniów                    | Mołdawia U-21                | Grecja U-21                  | 0:2                          |                              | Mistrzostwa Europy U-21 2019 – eliminacje     |
| 7.                           | 10.10.2017                   | Serravalle                   | San Marino U-21              | Grecja U-21                  | 0:5                          |                              | Mistrzostwa Europy U-21 2019 – eliminacje     |
| 8.                           | 13.11.2017                   | Saloniki                     | Grecja U-21                  | Chorwacja U-21               | 1:1                          |                              | Mistrzostwa Europy U-21 2019 – eliminacje     |
| 9.                           | 10.09.2018                   | Praga                        | Czechy U-21                  | Grecja U-21                  | 1:2                          |                              | Mistrzostwa Europy U-21 2019 – eliminacje     |
| 10.                          | 12.10.2018                   | Pula                         | Chorwacja U-21               | Grecja U-21                  | 2:0                          |                              | Mistrzostwa Europy U-21 2019 – eliminacje     |
| 11.                          | 16.11.2018                   | Saloniki                     | Grecja U-21                  | Austria U-21                 | 0:1                          |                              | Mistrzostwa Europy U-21 2019 – eliminacje     |
| 12.                          | 20.11.2018                   | St. Pölten                   | Austria U-21                 | Grecja U-21                  | 1:0                          |                              | Mistrzostwa Europy U-21 2019 – eliminacje     |

## Sukcesy
Sukcesy w karierze klubowej:

### PAOK FC
- Puchar Grecji (1×): 2020/2021